# Атаманчук Григорій Климентійович
Григорій Климентійович Атаманчук (22 серпня 1922, село Тернова, Україна — 27 листопада 1994, місто Єсентуки, РФ) — радянський офіцер, Герой Радянського Союзу (1943), в роки німецько-радянської війни командир взводу мінометної роти 231-го гвардійського стрілецького полку 75-ї гвардійської стрілецької дивізії 60-ї армії Центрального фронту, гвардії старший лейтенант.

## Життєпис
Народився 22 серпня 1922 року в селі Тернова (нині Дунаєвецького району Хмельницької області України) в сім'ї робітника. Українець. Закінчив 10 класів у місті Грозний і тут же навчався у залізничному технікумі.
У Червоній Армії з 21 травня 1941 року, призваний Грозненським міськвійськкоматом Чечено-Інгуської АРСР. У березні 1942 року закінчив Астраханське військове піхотне училище і направлений у діючу армію. Член ВКП (б)/КПРС з 1943 року.
Учасник оборони Сталінграда спочатку в складі 907-ї, а з 30 вересня 1942 року в складі 95-ї стрілецької дивізії на посаді командира мінометного взводу 161-го стрілецького полку. З 1 березня 1943 року 95-та стрілецька дивізія стала 75-ю гвардійською стрілецькою дивізією і Г. К. Атаманчук воював в складі 231-го гвардійського стрілецького полку 75-ї гвардійської стрілецької дивізії до кінця війни.
Особливо відзначився при форсуванні річки Дніпро та утриманні плацдарму на північ від Києва у вересні 1943 року. 2 жовтня 1943 року в бою за село Ясногородка Вишгородського району Київської області мінометний взвод Атаманчука знищив вісім кулеметів і більше взводу ворожої піхоти.
Указом Президії Верховної Ради СРСР від 17 жовтня 1943 року за зразкове виконання бойових завдань командування на фронті боротьби з німецько-фашистськими загарбниками і проявлені при цьому мужність і героїзм старшому лейтенантові Атаманчуку Григорію Климентійовичу присвоєно звання Героя Радянського Союзу з врученням ордена Леніна і медалі «Золота Зірка» (№ 1546).
Гвардії старший лейтенант Атаманчук Г. К. брав участь у звільненні України, потім Білорусі, у звільненні міста Риги (Латвія) і прориві оборони противника на річці Вісла, розгромі варшавськой групировки німецьких військ, форсуванні річки Одер і захопленні плацдарму на її західному березі. Він бере участь в розгромі берлінської групировки противника і закінчує війну з виходом 75-ї гвардійської стрілецької дивізії до річки Ельба.
З серпня 1946 року майор Атаманчук Г. К. у відставці. У 1952 році закінчив Ростовський інститут інженерів залізничного транспорту, після закінчення якого жив і працював на залізничному транспорті в місті Конотоп Сумської області, а потім у місті Чернігів, де був машиністом-інструктором локомотивного депо «Чернігів». З 1986 року жив у місті Єсентуки Ставропольського краю. Помер 27 листопада 1994 року. Похований у Єсентуках.

## Нагороди
- медаль «Золота Зірка» № 1546 Героя Радянського Союзу (17 жовтня 1943)
- Орден Леніна
- Орден Вітчизняної війни 1 ступеня
- Медалі